# Бонифаций VIII
Бонифаций VIII (лат. Bonifatius PP. VIII), в миру — Бенедетто Каэтани (итал. Benedetto Caetani; ок. 1235 — 11 октября 1303) — папа римский с 24 декабря 1294 года по 11 октября 1303 года. Это последний папа, пытавшийся на практике осуществлять доктрину верховенства церковной власти над светской. Неудачи Бонифация VIII в этой деятельности объясняются прежде всего изменением политической ситуации. Вместо феодально-раздробленной Западной Европы Бонифацию VIII пришлось столкнуться с набирающими мощь централизованными государствами — Францией и Англией.

## Биография
Бенедетто родился около 1235 года в Ананьи, в 50 км к юго-востоку от Рима. Он был младшим сыном малозначительной дворянской семьи Каэтани или Гаэтани. Свои первые шаги в духовной карьере он сделал, когда был отправлен в францисканский монастырь в Веллетри, где он был помещён под опеку своего дяди, Фра Леонардо Патрассо. Вскоре он стал каноником собора в Ананьи. В 1252 году, когда его дядя Пьетро Каэтани стал епископом Тоди, Бенедетто отправился к нему и начал там юридическое образование. Бенедетто никогда не забывал о своих корнях в Тоди, позже описывая этот город как «обитель ранней юности», город, который «воспитал его». В 1260 году Бенедетто стал каноником в Тоди. Позже в жизни он неоднократно выражал свою благодарность Ананьи, Тоди и своей семье.
В 1264 году Бенедетто стал сановником Римской курии, где он служил в качестве секретаря кардинала Симона де Бриона, будущего папы Мартина IV. Кроме того, он сопровождал кардинала Оттобоне Фиески, будущего папу Адриана V, в Англию в 1265—1268 годах для подавления восстания баронов против короля Генриха III. В Англии он стал ректором церкви Святого Лаврентия в Нортгемптоншире. По возвращении Бенедетто из Англии на ближайшие восемь лет о нём ничего не известно, затем он был отправлен во Францию, чтобы контролировать сбор десятины в 1276 году, а затем стал папским нотариусом в конце 1270-х годов. В течение этого времени Бенедетто накопил семнадцать бенефициев, в 1281 году он получил сан кардинала-дьякона с титулярной диаконией Сан-Никола-ин-Карчере, а десять лет спустя — кардинала-священника с титулом церкви Санти-Сильвестро-э-Мартино-ай-Монти, позднее стал кардиналом-протопресвитером. Как кардинал он часто выступал в качестве папского легата в дипломатических переговорах во Франции, Неаполе, на Сицилии и в Арагоне.
Целестин V отрёкся от престола 13 декабря 1294 года в Неаполе, где он находился под патронажем короля Карла II Сицилийского. Существует легенда, что Бенедетто Каэтани был ответственен за отречение Целестина, убедив его, что ни один человек на земле не может пройти по жизни без греха. Современник, Варфоломей Луккский, присутствовавший в Неаполе в декабре 1294 года, заявил, что Бенедетто Каэтани был лишь одним из нескольких кардиналов, которые убеждали Целестина уйти в отставку. В любом случае, Целестин V освободил престол, и Бенедетто Каэтани был избран на его место как папа Бонифаций VIII. Конклав начался 23 декабря 1294 года, через десять дней после отставки Целестина, в строгом соответствии с правилами, установленными папой Григорием X на втором Лионском соборе в 1274 году. Бенедетто Каэтани был избран в канун Рождества, 24 декабря, и был освящён епископом Рима 23 января 1295 года. Он немедленно вернулся в Рим, где был коронован в базилике св. Петра. Одним из первых его действий как понтифика было заточение своего предшественника в замке Фумоне в Ферентино, где тот умер в следующем году.

### Конфликты в Сицилии и Италии
Когда король Федериго III обрёл свой престол после смерти Педро III, Бонифаций попытался отговорить его от принятия престола Сицилии. Когда Федериго настоял, Бонифаций наложил отлучение от церкви на него и на остров Сицилия в 1296 году, запретив католическим священникам проводить обряды. Ни король, ни народ не откликнулись на этот интердикт. Конфликт продолжался, пока в 1302 году не был заключён Кальтабеллотский договор, по которому Федериго III был признан королём Сицилии, а Карл II Анжуйский — королём Неаполя. Для подготовки к крестовому походу, Бонифаций приказал Венеции и Генуе подписать перемирие, однако они сражались друг с другом в течение ещё трёх лет и отклонили требование папы.
Бонифаций также наложил интердикт на Флоренцию и предложил амбициозному Карлу Валуа, брату короля Франции, прибыть в Италию в 1300 году, чтобы закончить вражду чёрных и белых гвельфов. Вмешательство Карла позволило чёрным гвельфам свергнуть правящих белых гвельфов, чьи лидеры, в том числе поэт Данте, были приговорены к ссылке.
Некоторых успехов Бонифаций VIII добился в политических интригах, связанных с борьбой за королевскую власть в Германии. Попытка вмешаться в англо-французские отношения оказалась неудачной. Готовясь к очередной войне, король Франции Филипп IV и король Англии Эдуард I ввели в своих странах налог на духовенство без согласования с папой, что нарушало сложившуюся в XIII веке практику. Бонифаций VIII ответил буллой «Clericis laicos», в которой запретил светским правителям взимать налоги с духовенства без разрешения папы под угрозой отлучения от церкви. Однако духовенство Франции и Англии предпочло подчиниться своим королям, а не папе, и Бонифаций VIII не решился применить отлучение.

### Конфликт с Филиппом IV
Новый толчок амбициям Бонифация VIII дало проведение в 1300 году первого юбилейного года, когда в Рим съехалось более 200 тысяч паломников. Конфликт с французским королём снова разгорелся после того, как королевские чиновники арестовали и посадили в тюрьму одного из епископов, не позволив ему, как было принято в таких случаях, обратиться к церковному суду. В 1302 году появилась папская булла «Unam Sanctam», где Бонифаций VIII наиболее полно изложил свою концепцию верховенства папы над любой светской властью. Там была сформулирована теория «двух мечей»: папа держит в своих руках два меча, один из которых символизирует духовную, а другой — светскую власть. По утверждению Бонифация VIII, короли должны служить церкви по первому приказанию папы, который имеет право карать светскую власть за любую ошибку, а папа не подчиняется никому из людей. В ответ Филипп IV созвал Генеральные штаты (где участвовало и духовенство), которые осудили папу, обвинив его в тяжких преступлениях, в том числе и в ереси, и потребовали, чтобы папа предстал перед судом церковного собора. Бонифаций готовил к обнародованию 8 сентября буллу «Super Petri solio», в которой отлучал короля от церкви и освобождал его подданных от клятвы верности. Филипп и его советники приняли меры, чтобы предотвратить этот шаг.

### Пощёчина в Ананьи: легенды и факты
Филипп IV послал в Италию своего приближённого Гийома Ногаре с отрядом, чтобы схватить Бонифация VIII и доставить его во Францию. 7 сентября 1303 года войско во главе с Ногаре и Шаррой Колонна, давним врагом папы, осадило резиденцию папы в Ананьи. Попав во дворец папы, Ногаре потребовал его отставки, Бонифаций VIII ответил, что он «скорее умрёт». В ответ Колонна якобы дал Бонифацию пощёчину, не сняв с руки латную перчатку.
Параллельно бытует такой вариант легенды, отражённый, например, у Лозинского:
«Ногаре, о котором тогда говорили, что он дал пощёчину Бонифацию VIII, оказавшуюся для него смертельной».
Хронисты не упоминают ни пощёчины, ни другого насилия, кроме ограничения в передвижении:
- «так как Богу было угодно охранить священное папское достоинство, никто не покусился на папу и не дерзнул поднять на него руку»[10][11].
- «Соперники папы Бонифация, полагая, что нашли удобное время и место для своего злодейского замысла, ворвались в его дворец в городе Ананьи и несколько дней держали под стражей самого папу. Наконец, отпущенный на свободу, тот пришёл в Рим и на третий день умер, отравленный во время заключения, по мнению очень многих»[12].
- «прислал из Франции своего викария, который с большой дружиной отправился вместе с Иаковом, мирянином из дома Колонна, носившим титул кардинала и бывшим братом названных кардиналов, и они схватили господина папу собственной персоной в Ананьи, в сентябре месяце, 7-го числа; но 9-го числа господин папа был освобождён господином кардиналом Маттео Рубео, и отправился в Рим, и оставался там до 29-го дня названного месяца, и умер»[13].
- «Рукопись из аббатства Св. Альбана оставляет самый подробный рассказ о событиях сентября 1303 г. в Ананьи. Кроме того, как показал в своей работе Р. Фавтье, эта рукопись восходит к сообщению, которое 27 сентября 1303 г. составил очевидец этих событий, доверенное лицо линкольнского епископа Уильям из Хандлби. В этой рукописи чётко видно, что войско, нападающее на Ананьи, состоит из двух частей — одна послана французским королём, другая — отлучёнными Бонифацием от церкви кардиналами Колонна. Когда Скьярра Колонна пробивается к папе, он осыпает того «оскорбительнейшими словами», а его воины ему угрожают. «И когда перед папой поставили вопрос, желает ли он отречься от папства, он постоянно говорил, что нет, и скорее желал бы потерять голову, и говорил на своём вульгарном языке: „Ec le col, ec le cape“, что значит „Вот выя, вот голова“». Скьярра хотел вовсе убить папу, «но другие запретили ему наносить папе какой бы то ни было телесный вред»»[14].

Скорее всего, пощёчина — это легенда.
Само по себе пленение папы, возможность неподчинения ему уже были моральной пощёчиной.
Как Каносса символизирует период наивысшего могущества папской власти, так Ананьи — период её бессилия.

## Смерть
Вывезти папу из Ананьи Ногаре не сумел. Бонифаций был освобождён из плена после трёх дней заключения своими земляками. Он умер 11 октября 1303 года.
Есть версии, что он покончил с собой, перегрызя себе вены на руке или разбив голову о стену. «Феррет рассказывает, что Бонифаций впал в ярость, изгрыз свой посох, бился головой о стену, а потом повесился».
Однако исследователи (например, кардинал Уайзмэн), опираясь на Джакомо Гримальди, утверждают, что при вскрытии гробницы в 1605 году тело было обнаружено неповреждённым, состояние рук и головы исключали обе эти версии.
Поражение Бонифация VIII в борьбе с могущественным королём Франции означало крах политических амбиций папства. Наступил период авиньонского пленения пап, когда те были марионетками в руках французской монархии.

### Посмертный суд
После начала Авиньонского пленения пап в 1309 году папа Климент V согласился на посмертное судебное разбирательство в Гросо, неподалёку от Авиньона. Процесс в отношении Бонифация был проведён, и собранные доказательства якобы подтверждали еретические суждения Бонифация VIII и обвинения в содомии. Перед вынесением приговора Климент уговорил Филиппа поставить вопрос о виновности Бонифация на Вьеннском соборе в 1311 году. Когда Собор собрался, три явившихся кардинала свидетельствовали об ортодоксии и нравственности мёртвого папы. Два рыцаря побросали перчатки, собираясь защищать честь Бонифация в поединке, но никто не принял вызов, и Собор объявил вопрос закрытым.
Климент V издал буллу «Rex gloriae virtutem», запретившую возвращаться к этому вопросу.

### Захоронение и эксгумация
Тело Бонифация VIII было похоронено в 1303 году в часовне папы Бонифация IV. В начале XVII века часовня была снесена. Тело было извлечено в 1605 году, а результаты вскрытия могилы записал Джакомо Гримальди. По его данным, в гробнице помещалось три гроба (один в другом) — первый из древесины, средний из свинца и внутренний из сосны. На теле сохранились остатки церковных облачений — длинные чулки, покрывающие ноги и бёдра, сутана, ряса из чёрного шёлка и кольца. После эксгумации и осмотра тело Бонифация VIII, как и Бонифация IV, было перевезено в Ватиканские гроты.

## В литературе
Данте был непримиримым врагом Бонифация VIII. В этом папе он видел ненавистника вольной Флоренции и главного виновника своего изгнания. Он хулит его устами Чакко (А., VI, 69), Николая III (ст. 55-57), Гвидо да Монтефельтро (А., XXVII, 70-111), Бонавентуры (Р., XII, 90), Каччагвиды (это прапрадед Данте, первый документально установленный предок) (Р., XVII, 49-51), апостола Петра (Р., XXVII, 22-27) и Беатриче (Р., XXX, 148). Данте помещает Бонифация в восьмой круг ада как симониста.
Упоминается Бонифаций VIII и в сочинении Бокаччо «Casibus из virorum illustrium» (9 книга), и в «Декамероне» Боккаччо (вторая новелла десятого дня), а также в «Гаргантюа и Пантагрюэле» Франсуа Рабле среди других пап, королей и императоров, которые влачат жалкое существование в аду (вторая книга, эпизод со смертью и воскрешением Эпистемона).

## Дополнительно
Бонифаций VIII покровительствовал Джотто и астроному Джованни Кампано.
Он основал Римский университет Ла Сапиенца.
Под его руководством была проведена работа по кодификации и унификации канонического права «Liber Sextus», результатом которой стал новый сборник канонов, вошедший в «Corpus juris canonici».
Когда инквизиционный трибунал издал (18 ноября 1297 г.) буллу, согласно которой объявил евреев «влиятельными», ввиду их состоятельности, что открывало простор для всяческих злоупотреблений и насилий по отношению к евреям, последние обратились за защитой к Бонифацию, и он особой буллой «Exhibitia nobis» (13 июня 1299 года) объявил евреев, несмотря на их состоятельность, «невлиятельными» («impotentes»), за исключением только тех, кто действительно пользовался значением. К примеру, Бонифаций пользовался услугами еврейского лейб-медика, Исаака.